# Centaurea wettsteinii
Centaurea wettsteinii là một loài thực vật có hoa trong họ Cúc. Loài này được Degen & Dörfl. mô tả khoa học đầu tiên năm 1897.